# Pedro Espinosa
Pedro Espinosa, född den 4 juni 1578 i Antequera, provinsen Málaga, död den 21 oktober 1650 i Sanlúcar de Barrameda, provinsen Cádiz, var en spansk skald.
Sin första utbildning erhöll Espinosa i sin andalusiska hemstad. Därefter studerade han vid Akademien för poesi i Granada, där han även påbörjade sin sammanställning av antologin med spanska dikter (Flores de poetas ilustres). Verket omfattade efter färdigställandet 228 dikter av de mest betydande spanska poeterna i hans samtid. Verket utgavs 1605 i Valladolid.
En obesvarad kärlek till en medstuderande, poetissan Cristobalina Fernández de Alarcón, föranledde honom enligt samtida källor att dra sig tillbaka från världen. Espinosa studerade teologi och blev slutligen prästvigd. Därefter undertecknade han det han skrev Pedro de Jesus. Han blev till att börja med rektor för skolan San Ildefonso och kaplan i tjänst hos greven av Niebla i provinsen Huelva.
Efter sin hemkomst till Antequera biträdde Espinosa vid den vid stiftskyrkan Real Colegiata de Santa María la Mayor grundade Högre skolan för grammatik (La Collegial). Ur gruppen där bildades diktarskolan från Antequera, till vars mest betydande företrädare Espinosa räknades. Han hörde även till de första spanska skalder, som använde alexandriner som versmått.